# Železniško postajališče Bistrica ob Dravi
Železniško postajališče Bistrica ob Dravi je eno izmed železniških postajališč v Sloveniji, ki oskrbuje bližnje naselje Bistrica ob Dravi.